# Michael Torke
Michael Torke, né le 22 septembre 1961 à Milwaukee (Wisconsin), est un compositeur américain qui écrit de la musique influencée par le jazz et le minimalisme.

## Biographie
Torke naît à Milwaukee, dans le Wisconsin, où il fréquente l'école élémentaire à Wilson et est diplômé de la Wauwatosa East High School. Il étudie ensuite à l'école de musique Eastman avec Joseph Schwantner et Christopher Rouse et avec Michael Daugherty à l'Université de Yale.

## Œuvres
Les œuvres de Michael Torke sont parfois décrites comme appartenant au post-minimaliste. Sa pièce la plus caractéristique du genre sont ses Four Proverbs [« Quatre Proverbes »], dans laquelle la syllabe pour chaque hauteur est fixe et les variations de la mélodie produit des flux de mots vides de sens. D'autres œuvres dans ce style sont Book of Proverbs et Song of Isaiah. Une des premières pièces où il utilise un certain style post-minimaliste est Vanada, créée en 1984. Son œuvre la plus connue est probablement, Javelot, qu'il compose en 1994 pour répondre à une commande du comité d'Atlanta pour les jeux olympiques, dans la célébration du 50e saison anniversaire de l'Orchestre Symphonique d'Atlanta, en collaboration avec les jeux olympiques d'été de 1996. Commandé par Disney et Michael Eisner pour les célébrations du millénaire par l'orchestre philharmonique de New York, Torke écrit Four Seasons [« Quatre Saisons »], un oratorio pour chœur et orchestre, célébrant divers aspects des mois de l'année. En 2002, il écrit un ballet, The Contract, pour une chorégraphie de James Kudelka.
Pour célébrer le centenaire du Plan de Chicago de Daniel Burnham, il a reçu commande d'une œuvre intitulée Plans créée lors du Grant Park Music Festival, en juin 2009,.
En synesthésie musique-couleurs, qui le caractérise en tant que particularité neurologique, il est le compositeur de nombreuses pièces (Bright Blue Music, Ecstatic Orange), qui incorporent des couleurs dans les titres, comme il le fait plus tard dans la suiteColor Music. Parmi d'autres pièces, citons l'opéra The Directions (1986), Rust (1989), influencé par le rap et le disco, Telephone Book (1985, 1995), Adjustable Wrench, Ash (1989) et Mass (1990), qui a reçu des critiques pour une tentative dans le style de Beethoven et de Mendelssohn.
En 2003, il crée son propre label, Ecstatic Records, sur lequel il relance la publication d'une série de six disques des années 1990, qui ont disparu avec l'entreprise Argo Records, filiale de Decca Records.
Son opéra Pop'pea, une version opéra-rock de  L'incoronazione di Poppea de Monteverdi, commandé par le Théâtre du Châtelet, a été créée le 29 mai 2012,

## Prix
- Independent Music Awards 2012 : Tahiti – meilleur album instrumental[7].

## Discographie
- Spoon bread : Cornmeal ; Milk ; Eggs – Tessa Lark, violon ; Roman Rabinovich (en), piano (2018, Ecstatic Records) (OCLC 1085543893)
- Sky : concerto pour violon (5-6 janvier 2019, Adjustable Music) (OCLC 1119628633) — Concerto créé par et dédié à Tessa Lark.
- Sky : Concerto pour violon ; West : Concerto pour basson ; South : Concerto pour hautbois ; East : concerto pour clarinette – Tessa Lark, violon ; Peter Kolkay, basson ;  Weixiong Wang, clarinette Orchestre symphonique d'Albany (en), dir. David Alan Miller (en) (6 mars 2016/7 janvier 2019, Albany Records) (OCLC 1121277963)